# Parachtes vernae
Parachtes vernae is een spinnensoort in de taxonomische indeling van de celspinnen (Dysderidae).
Het dier behoort tot het geslacht Parachtes. De wetenschappelijke naam van de soort werd voor het eerst geldig gepubliceerd in 1936 door Caporiacco.